# S1 MP3 Player
There are other concepts named S1.
S1 MP3 players là một máy nghe nhạc số của Trung Quốc dựa trên chipsets của Actions Lưu trữ ngày 3 tháng 3 năm 2008 tại Wayback Machine. Chúng được bán ra với rất nhiều nhãn hiệu khác nhau và trong rất nhiều cách thiết kế vỏ. Phiên bản chơi được videos thường được biết đến với tên MP4 Players.

## Khả năng
- Chơi nhạc MP1, MP2, MP3 và WMA
- Hỗ trợ WMA DRM trong một số ít model
- Hỗ trợ Ogg Vorbis trong một số it model (phần lớn là những cái mới nhất)
- Thiết bị lưu trữ USB làm việc với Windows XP, Linux và Mac OS X, hoạt động như USB key drive
- Khả năng lưu trữ 64 MB đến 4 GB. Phiên bản 4GB thường có bộ nhớ lưu trữ Flash nhỏ hơn và được xâm nhập chỉnh sửa để hiển thị thành 4GB.
- MTV/ATV/AMV video hỗ trợ trên một số model MP4 Player

### Chỉ định
- 24-bits DSP với on-chip DSU
- 8-bit Z80 lõi CPU với on-chip DSU (chạy ở 24.576 MHz(TYP), lên tới 60 MHz phần mềm điều khiển)
- USB 2.0 Full speed (không phải Hi-Speed), với tốc độ truyền tải đến 8 Mbit/s, hoặc 1 MB/s
- Làm việc như đĩa lưu trữ USB
- Hỗ trợ MPEG1/2/2.5 Audio Layer 1, 2, 3 (MP3) và WMA.
- Tần số phản hồi: 20 Hz đến 20 kHz
- Tai nghe với điện tử trở kháng 32Ω
- Điện nguồn ra: 5 mW x 5 mW (16 Ω)
- S/N (tín hiệu tỉ lệ nhiễu) trong khoảng 70 dB [có khi lên tới 85 dB bởi một số nhà sản xuất, được biết là nhiễu hơn khi âm lượng nhỏ]
- Đài FM (phụ thuộc vào việc có chip Philips TEA5756, chip này có thể dò được các tần số FM ở các kênh FM thương mại của Mỹ và Nhật Bản).
- Mẫu đồ thị cân bằng
- Thu âm từ Microphone bên trong với định dạng ADPCM WAV (32 kbit/s), ACT (8 kbit/s) hoặc VOR (32 hoặc 8 kbit/s), và chơi lại các file này
- Xem danh sách số điện thoại
- Hiện thị ID3 tag

### Phần mềm
- Hỗ trợ phần lớn hệ điều hành hỗ trợ lưu trữ USB.
- Công cụ nâng cấp firmware cho Windows.
- Thiết kế logo thông qua phần mềm tiếng Trung hoặc xâm nhập Firmware.

### Phần cứng
- Sử dụng chip Flash NAND trạng thái tĩnh của Hynix hoặc Samsung.
- Chip FM điện năng thấp Philips TEA5756 Low Power FM Tuner.
- Vi xử lý, RAM, ROM ATJ2085.
- Một số model mới hơn có khe cắm thẻ nhớ SD/MMC dung lượng từ 32MB đến 4 GB.

## Models
- Orient HN500
- Orient MP08, MP09
- DIGIQuest DMTF17
- InnoAX iMX-120
- Orb A3188
- Power Up!
- Sumvision M18 (256MB/512MG/1GB/2GB/4GB model có các màu khác nhau)
- Stone White / Stone Black (1gb/2gb) Sản xuất bởi Compark
- SupportPlus
- Tamashi KXB256 / KXB512 / KXB1024
- Tamashi KSB256 / KSB512
- Tamashi MKB256 / MKB512
- Mach Trio 2 GB
- Z6 Zeutronics (Digital M3/MP4 Player)
- JADA J-885
- JFF Nano (Digital MP3/4 Player)
- Mithus (Digital MP3 Player)
- NEO
- LASER (vỏ chung, không tên nhãn hiệu)
- TEVION 1GB Sports MP3 player - (Smart Group) Nhận ra như "Productor Wilson Co. Ltd." - Phiên bản 3.5.35. Hỗ trợ Ogg Vorbis.
- INOVIX IMP-97 (và một số model khác)
- Orite EMP-735
- Delstar
- Nashi
- LG UP3#
- Zepo m15-1GB-SB0307
- Explay c300
- Digiboy DM-118
- KByte
- CENTON
- MPRO H109 (trên vỏ máy ghi nhãn Sony)
- Sony NS-11

Có một số model không có tên nhãn hiệu trên thiết bị và gói, và được bán dưới nhãn hiệu nhái như Sony hoặc iPod.

## Tuổi thọ pin
Khoảng 8 giờ cho models dùng pin AAA (Alkaline hoặc NiMH).

## Phần mềm tiện ích
Có các tiện ích Microsoft Windows bao gồm một trình chuyển đổi ACT thành WAV (dành cho file ghi âm trên thiết bị), một trình chỉnh sửa cơ bản để nhập thông tin liên lạc, số điện thoại xem trên thiết bị, trình điều khiển cho Windows 98. Một đĩa CD-ROM 8 cm CD-ROM chứa tất cả các tiện ích trên.

## Thủ tục cập nhật firmware
Firmware sử dụng trong rất nhiều máy nghe nhạc S1 MP3 khác nhau rất đặc biệt, nhưng nó không được hiểu rộng rãi. Vấn đề xảy ra khi cập nhật firmware không tương thích với máy có phiên bản cao hơn. Điều này có thể làm hư máy vĩnh viễn.